# Mario Tronti
Mario Tronti (ur. 24 lipca 1931 w Rzymie, zm. 7 sierpnia 2023 w Ferentillo) – włoski filozof i polityk, jeden ze współtwórców operaizmu. Nauczyciel akademicki na Uniwersytecie Rzymskim (Sapienzie).
Senator XI i XVII kadencji Senatu Republiki Włoskiej. W senacie XI kadencji (1992-1994) reprezentował Demokratyczną Partię Lewicy, a w senacie XVII kadencji (2013-2018) Partię Demokratyczną.

## Życiorys
Swoją działalność polityczną rozpoczął w latach 50, jako członek filli Włoskiej Partii Komunistycznej w Ostii, gdzie dał o sobie znać jako krytyk interpretacji myśli Gramsciego prezentowanej przez ówczesnego przewodniczącego partii, Palmiro Togliattiego. W 1961 r. uczestniczył, razem z Raniero Panzierim, w założeniu czasopisma „Quaderni rossi”. W 1963 r. przewodził większościowej grupie rozłamowców wewnątrz operaizmu, która opuściła redakcję „Quaderni rossi”, ze względu na spór wokół antymaterialistycznego zwrotu, który w myśli Trontiego objawił się poprzez zerwanie z teorią wartości opartej na pracy. W 1964 r. założył, razem z Antonio Negrim, czasopismo „Classe operaia”. Krajową, a następnie międzynarodową sławę przyniosła mu, wydana w 1966 r., książka Operai e capitale (Robotnicy i Kapitał), będąca zbiorem jego tekstów z lat 1962–1966, rozszerzoną w drugim wydaniu o teksty napisane do 1971 r. Praca ta stała się podstawowym źródłem twierdzeń charakteryzujących operaizm, takich jak strategia odmowy pracy najemnej czy teza o rozwoju kapitalizmu jako efektu samoorganizacji klasy robotniczej.